# SCRAP
株式会社SCRAP（SCRAP Co., Ltd.）は、リアル脱出ゲームを中心としたイベントの企画・運営などを行う日本の企業。本社は東京都渋谷区にある。
「リアル脱出ゲーム」の登録商標を所有している。
同名のフリーペーパーを発行していたが、2012年（平成24年）2月に発行された44号を最後に休止している。

## 概歴
- 2004年7月、京都府京都市を中心に、フリーペーパー SCRAP 第1号を発行。
- 2007年7月、京都市で「謎解きの宴」開催。「リアル脱出ゲーム」の第一弾イベントとなる。
- 2008年6月、フリーペーパー SCRAP 第23号の特集「株式会社のつくりかた。」に伴い、株式会社SCRAPが設立される。代表・編集長の加藤隆生によると、取引先であるNHKから取引金額の関係で法人化の相談があったのがきっかけである[1]。
- 2012年6月、子会社ヒミツキチオブスクラップ設立。
- 2014年1月、本社を東京都渋谷区に移転。子会社のヒミツキチオブスクラップが2014年1月に親会社合併に伴い会社解散。
- 2015年1月、大阪支社設立。
- 2016年、謎専門出版社『SCRAP出版』設立
- 2017年、『謎検』開催。リアル脱出ゲーム10周年大パーティ開催。東京ミステリーサーカス設立。

## 主な事業

### イベント企画・運営
リアル脱出ゲームを中心とした各種謎解きイベントを企画・制作する。2007年6月に発行されたフリーペーパーSCRAP第18号の特集に伴い、同年7月に京都市でリアル脱出ゲームの第一弾となる「謎解きの宴」が開催された。その後、東京ドームや富士急ハイランドなど、規模の大きいものも開催している。
リアル脱出ゲームTVシリーズでは「鬼才クイズ作成集団」として紹介されている。
この他、企業研修や新卒採用イベントなどの企画・運営、結婚式の余興といった様々なイベントを手がけている。

### 店舗運営
常設型の謎解きイベント（リアル脱出ゲーム）の開催やイベントスペースの貸出やオリジナルグッズの販売など。2012年6月に子会社ヒミツキチオブスクラップが設立され、業務が移管された。
以下の常設型リアル脱出スペース及びルームがある。
下北沢ナゾビル1階にSCRAP GOODS SHOP TOKYO（2017年12月19日にSCRAP GOODS SHOP TOKYO SHIMOKITAZAWAに変更）・ナゾコンプレックス名古屋エントランスロビー（ナゾコンプレックス名古屋は2018年6月21日に増床オープン）にSCRAP GOODS SHOP NAGOYA・大阪ナゾビル1階にSCRAP GOODS SHOP OSAKA、アマゾンマーケットプレイスにSCRAP GOODS SHOP ON LINEがあり、オリジナルグッズ・イベント関連グッズやボードゲーム・パズル類の販売を行っている。なお、かつてのSCRAP GOODS SHOP TOKYOは渋谷ナゾビル1階にあった。

#### 大規模店舗（リアル脱出スペース）
＊ではイベントスペースとしてのレンタルも行なっている。
- 原宿ヒミツキチオブスクラップ＊
- 東京ミステリーサーカス（SCRAP GOODS SHOP TOKYO SHINJUKU・yeloCafe（六本木にあるかき氷専門店プロデュース）併設）
- リアル脱出ゲーム 吉祥寺店（旧吉祥寺ナゾビル）
- 名古屋ヒミツキチオブスクラップ＊（ナゾコンプレックス名古屋のメインスペース）
- 大阪ヒミツキチオブスクラップ＊

#### 小規模店舗（リアル脱出ルーム）
アジトオブスクラップ
- 札幌・大通
- 仙台
- 浅草
- 東新宿・GUNKAN
- 池袋
- 下北沢ナゾビル
- 横浜中華街（旧・横浜）
- 名古屋・矢場町（ナゾコンプレックス名古屋のルームスタイル）
- 京都
- 大阪ナゾビル
- 岡山
- 福岡・天神
- 北京
- 上海
- 台北
- サンフランシスコ
- サンノゼ
- トロント
- ニューヨーク（近日オープン予定）
- バルセロナ（近日オープン予定）

#### タイアップ型店舗（リアル脱出ゲームセンター）
2013年10月にタイトーとの常設タイアップ型店舗を横浜に1号店をオープン後、博多・仙台（2015年11月に期間限定へ降格）・静岡・浜松・神戸にも出店の他小田原・宇都宮・福山・柏にて期間限定で出店している。
- 仙台名掛丁店
- 仙台ベガロポリス店
- 宇都宮ベルモール店
- セブンモール・アリオ柏店
- 横濱はじめて物語店
- 小田原シティーモールクレッセ店
- 静岡店
- イオンモール浜松市野店
- プルメールHAT神戸店
- 福山店
- キャナルシティ博多店

### フリーペーパー
2004年から2012年まで、通算44号のフリーペーパーを発行してきた。現在はSCRAP EVEVT LINEUPとアジト通信を発行し、常設店舗のラックやリアル脱出ゲームの会場でアンケート用紙と一緒に配布される。

### 出版事業
リットーミュージックとの共同でフリーペーパーの編集ノウハウとイベントの企画・運営ノウハウを活かし、脱出ゲームブックシリーズを刊行してきたが、2017年10月現在書籍刊行子会社であるSCRAP出版を設立している。

### 映像事業
ビーイングとの共同でイベント企画・運営ノウハウとスマートフォンのアプリ開発ノウハウを活かし、リアル脱出ゲームDVDシリーズを発売の他、エクシングとの共同でイベント企画・運営ノウハウとスマートフォンのアプリ開発ノウハウを生かし、謎カラシリーズを通信カラオケブランドであるJOYSOUNDにて配信している。最新機種であるJOYSOUND f1・JOYSOUND CROSSOシリーズに対応しているが、JOYSOUND旧機種には対応していない。料金は初級のみ無料で、中級と上級は有料となっている。利用するときは別途『うたスキ』に会員登録し、『JOYSOUNDポイント』で支払うことが条件となっている。

### 教育事業
イベントの企画・運営ノウハウとアプリ開発ノウハウと出版事業子会社であるSCRAP出版のノウハウを活かし、民間資格である日本謎解き能力検定（通称・謎検）の実施・運営と他の資格試験運営団体とのコラボレーションで学習教材の制作を手掛けている。

### 婚礼演出・福利厚生事業
イベント企画・運営ノウハウを生かし、オーダーメード感覚のリアル脱出ゲームである『謎解きウェディング』『リアル脱出ゲーム研修&懇親会』として結婚式場や会社（労働組合）に出前を行っている。

### 通信販売
イベント関連グッズやオリジナルのグッズを販売している。

### アイドルグループのプロデュース
2012年にパズルガールズをプロデュース（同社所属）しており、リアル脱出ゲームのイベントにも出演の他2012年12月に自主制作CDを発売。2014年12月に半分以上のメンバーは『ラストクエスチョン』に、残りのメンバーは『ラボガールズ』（共に同社所属）に分割の上再編した。

### テレビ番組・映画への協力
2013年、テレビ番組としては単発ドラマ兼連続ドラマ『リアル脱出ゲームTV』（単発では第一弾と第二弾は深夜番組として一部地域のみ・第三弾と第四弾はゴールデンタイムとして全国ネット）、連続ドラマ『リアル脱出ゲーム密室美少女』（関東ローカルだがテレビ東京のYouTube公式アカウントにて全世界に向けて配信した）、映画としてはナゾトキネマ『マダム・マーマレードの異常な謎』（出題編と解答編を公開・DVDでは出題編と解答編を一枚のディスクに収録）の制作等に協力している。

### アプリの開発
スマートフォンのアプリとして一週間ゲーム「人狼村からの脱出」「マーカスと謎の幽霊屋敷」（Android版・iOS版）を開発、販売（リリース）しているが2015年10月に「クロスワードRPGくまクロ」（iOS版）を開発・販売（リリース）し、2016年5月に「人狼村からの脱出forauスマートパス」（Android版・auユーザー限定）を開発、KDDIからリリースし、2018年3月に「ラブライブ!サンシャイン!! 孤島の水族館からの脱出」（iOS版・Android版）を開発、ブシロード（ブシモブランド）からリリースし、2019年7月には「ラブライブ!サンシャイン!! 学校祭ライブ中止の危機からの脱出」（iOS版・Android版）を開発し、ブシロード（ブシモブランド）からリリースした。

### ファンクラブの運営
イープラスとの共同で公式ファンクラブである『少年探偵SCRAP団』を運営しリアル脱出ゲームの会員限定チケット先行販売や会報誌の編集・発送や会員限定のオンラインイベント『全日本ナゾトキ団員選手権』の実施・運営や会員限定のイベント『大探索祭』や『リアル脱出ゲーム最新作のデバッグ公演』の実施を行っている。

### 漫画監修
漫画『私と脱出しませんか?』の監修